# Arrondissement Wesel
Das Arrondissement Wesel war eine kurzlebige Verwaltungseinheit im Großherzogtum Berg.

## Geschichte
Als Bezirk (Arrondissement) eines Gebiets mit 36.349 Einwohnern wurde die Verwaltungseinheit am 3. August 1806 durch Dekret des Großherzogs Joachim Murat im nördlichen Teil des rechtsrheinischen Territoriums des früheren Herzogtums Kleve gegründet. Der Verwaltungsbezirk reichte von einer Landzunge, die über Huissen, Zevenaar und das mediatisierte Stift Elten im Norden in das Königreich Holland hineinragte, bis an die Lippe im Süden. Die Westgrenze bildete der Rhein, nach Nordosten grenzte es an das Fürstentum Salm. Städte des Arrondissements waren neben dem Hauptort Wesel auch Emmerich am Rhein, Rees und Isselburg. Mit Abtretung der Stadt und Festung Wesel an das Kaiserreich Frankreich im Januar 1808 wurden die verbliebenen Teile des Verwaltungsbezirks als Arrondissement Emmerich weitergeführt, ehe das Gebiet ohne Huissen und Zevenaar, die 1808 an das Königreich Holland abgetreten worden waren, Anfang 1809 in das Arrondissement Essen eingegliedert wurde. Nachdem das Großherzogtum Berg  1810/1811 alle anderen nördlich der Lippe gelegenen Gebiete ebenfalls an Frankreich abgetreten hatte, entstand in dem Gebiet das Arrondissement Rees, das auch den Westteil des gleichzeitig von Frankreich annektierten Fürstentums Salm umfasste.